# Diconești (okręg Ardżesz)
Diconești – wieś w Rumunii, w okręgu Ardżesz, w gminie Uda. W 2011 roku liczyła 38 mieszkańców.